# Moscova
Moscova (în rusă Москва, transliterat: Moskva, ) este capitala Rusiei, un oraș cu 9,6 milioane locuitori, aflat pe râul Moscova, și cu o suprafață de 878,7 km². Este orașul cu cea mai numeroasă populație din Rusia și cel mai populat subiect federal al Rusiei. Este un centru politic major, economic, cultural, științific, religios, financiar, educațional și de transport al Rusiei și al întregului continent. Moscova este orașul cel mai nordic cu o populație care depășește 10 milioane de locuitori, orașul cu cel mai mare număr de locuitori din Europa și al șaselea din lume. Populația sa, conform rezultatelor preliminare ale recensământului din 2010, este de 11.514.330. Conform listei miliardarilor întocmită de revista Forbes, Moscova avea în 2011 79 de miliardari, detronând astfel New York-ul și devenind orașul cu cel mai mare număr de miliardari.
Moscova este situată pe râul Moscova, în Districtul Federal Central al Rusiei europene. În decursul istoriei orașul a servit drept capitală unei succesiuni de state, de la medievalul Cnezat al Moscovei și urmașul său, Țaratul Rusiei, și până la Uniunea Sovietică. Moscova este gazda Kremlinului, o fortăreață străveche care este astăzi sediul Președinției Rusiei și al ramurii executive a guvernului Rusiei. Kremlinul este, de asemenea, și unul din cele câteva locuri din Patrimoniul Mondial pe care le găzduiește orașul. Ambele camere ale parlamentului rus (Duma de Stat și Sovietul Federației Ruse) funcționează și ele în Moscova.
Orașul este deservit de o rețea de transport extinsă, care include patru aeroporturi internaționale, nouă terminale feroviare și una din cele mai adânc construite instalații de metrou din lume, Metroul din Moscova, al doilea doar după cel din Tokyo în privința numărului de pasageri și recunoscut drept unul din simbolurile Moscovei datorită bogăției și varietății arhitecturale ale celor 185 de stații.

## Etimologie
Numele orașului provine de la numele râului Moscova, care a purtat acest nume cu mult înainte ca să apară locuitorii. Sunt multe teorii despre apariția hidronimului «Москва». O versiune este că numele provine dintr-un grup de limbi fino-ugrice. În rusește «ва» vine de la «вода», «река» sau «мокрый» (în traducere apă, râu sau ud), iar rădăcina «моск-» poate avea sensul de «тёлка» sau «корова» (vacă). Altă versiune este că numele provine tot de la grupul de limbi fino-ugurice, mai bine spus din limba merianschii, de la cuvântul маскá, care înseamnă «медведь» (urs).. După versiunea slavă rădăcina «моск-» înseamnă «вязкий, топкий» или «болото, сырость, влага, жидкость» (în traducere vâscos sau mlaștină, ud, umed, lichid). Mai există versiunea că numele provine de la denumirea baltică a râului.

## Istorie
Prima referință este din 1147, când era un orășel într-o mică provincie, cu populație predominant fino-ugrică, numită Merya. În 1325 mitropolitul Petru al Moscovei⁠(en)[traduceți] a mutat scaunul mitropolitan din Vladimir la Moscova, fapt care a facilitat dezvoltarea orașului.
Moscova a trecut prin multe dezastre, printre care incendii, revolte și ocupații străine. În septembrie 1812, în perioada războaielor napoleoniene, orașul a fost ocupat de armatele lui Napoleon. Patrioții ruși au dat foc orașului curând după intrarea sa și rezultatul a fost retragerea armatei Franței din Rusia, lucru care a contribuit mult la căderea lui Napoleon.
După revoluția din octombrie 1917 Moscova a devenit capitala Rusiei. O mare parte din oraș a fost modernizată după victoria bolșevică. A fost capitala Uniunii Republicilor Socialiste Sovietice până la sfârșitul acesteia în 1991. În decembrie 1941, în perioada celui de al doilea război mondial, puternicele armate germane au fost decisiv învinse în apropierea Moscovei.
În 1991 orașul a fost centrul discuțiilor și luptelor politice care au dus la dizolvarea URSS.

## Cultură
În Moscova se află mai mult de 75 de instituții importante de învățământ, printre care și faimoasa Universitate de Stat. Aproximativ 700 de instituții științifice își au sediul în Moscova. În oraș se află numeroase muzee și așezăminte de cultură, precum Galeria Tretiakov, Muzeul de Artă „A. S. Pușkin”, Muzeul Central „V. I. Lenin”, Muzeul Oriental al Culturii, Palatul cu Fațete din Kremlin, Tezaurul Țarilor din Kremlin, catedralele din Kremlin, Catedrala Sfântul Vasile Blajinul din Piața Roșie și Catedrala catolică din Moscova. Expoziția Realizărilor Economice include 72 de pavilioane care se ocupă cu industria, agricultura, știința și cultura. O altă importantă instituție din Moscova este Grădina Botanică a Academiei Științei Rusești.
Teatrul Bolșoi, în traducere Teatrul Mare, este reprezentativ pentru teatrele moscovite.

## Geografie
Moscova este un port, capitala și cel mai mare oraș din Federația Rusă. Este situată pe râul cu același nume, Moscova. Orașul Moscova este centrul economic, politic și cultural al Rusiei. Autostrăzile și numeroasele linii aeriene fac legătura dintre Moscova și restul Rusiei. Căile navigabile, incluzând Canalul Moscovei, Canalul Volga-Don, Râul Moscova fac ca portul să fie accesibil vaselor din Marea Baltică, Marea Albă, Marea Neagră, Marea Caspică.
Moscova are o suprafață de aproximativ 800 km², fiind un oraș de tip radial concentric. În centrul Moscovei se află Kremlinul, care este sediul guvernului, iar în apropiere se găsește Piața Roșie.

## Demografie
Populația orașului Moscova a fost estimată în 1992 (doar a orașului propriu-zis) la 8.746.700 de locuitori. În prezent în Moscova locuiesc peste 11.700.000 locuitori.
Componența etnică a Moscovei, conform recensământului din anul 2010, este următoarea:
 ruși — 9.930.410 (91,65 %), ucraineni — 154.104 (1,42 %), tătari — 149.043 (1,38 %), armeni — 106.466 (0,98 %), azeri — 57.123 (0,53 %), evrei — 53.142 (0,49 %), beloruși — 39.225 (0,36 %), georgieni — 38.934 (0,36 %), uzbeci — 35.595 (0,33 %), tadjici — 27.280 (0,25 %), moldoveni — 21.699 (0,20 %), kîrghizi — 18.736 (0,17 %), mordvini — 17.095 (0,16 %), ceceni — 14.524 (0,13 %), ciuvași — 14.313 (0,13 %), persoanele care nu și-au declarat naționalitatea — 668.409 (5,81 %).
| Moscova: evoluția demografică între 1400 și 1856 |         |         |         |         |         |         |         |         |         |         |         |
| 1400                                             | 1638    | 1710    | 1725    | 1738    | 1775    | 1785    | 1811    | 1813    | 1825    | 1840    | 1856    |
| 40.000                                           | 200.000 | 160.000 | 145.000 | 138.400 | 161.000 | 188.700 | 270.200 | 215.000 | 241.500 | 349.100 | 368.800 |

| Moscova: evoluția demografică între 1868 și 2002 |         |         |           |           |           |           |           |           |           |           |            |
| 1868                                             | 1871    | 1888    | 1897      | 1912      | 1920      | 1926      | 1939      | 1959      | 1979      | 1989      | 2002       |
| 416.400                                          | 601.969 | 753.459 | 1.038.600 | 1.617.157 | 1.027.300 | 2.101.200 | 4.609.200 | 6.133.100 | 8.142.200 | 8.972.300 | 10.383.000 |

## Economie

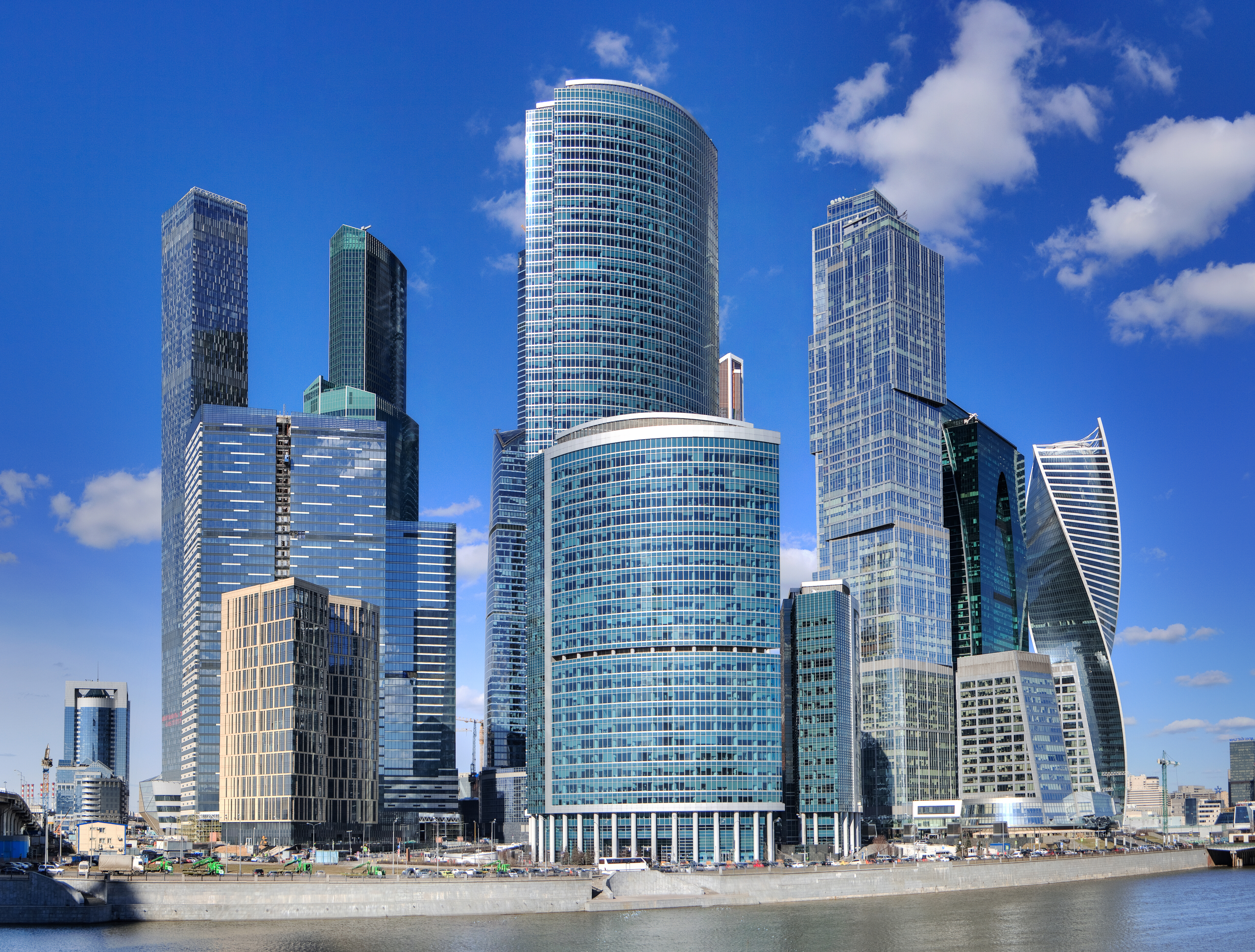
Moscow City

Moscova este un megaoraș în care se află unul din cele mai mari centre de afaceri din lume. Economia orașului este de 1,257 trilioane de dolari, ceea ce constituie 62% din economia totală a Rusiei. În Moscova lucrează foarte mulți străini din țările Republica Moldova, Ucraina, Letonia, Belarus etc.

## Personalități
- Ivan al III-lea al Rusiei (1440-1505), mare cneaz
- Vasile cel Binecuvântat (1468-1552), mistic rus
- Petru cel Mare (1672-1725), țar
- Aleksandr Suvorov (1730-1800), general, strateg
- Feodor Dostoievski (1821-1881), scriitor, prozator, publicist